# Hustler TV
Hustler TV är en amerikansk tv-kanal, startad 1995. Den visad pornografiska filmer dygnet runt, i olika versioner i olika delar av världen. Den europeiska versionen av Hustler TV ägs av det nederländska företaget Sapphire Media International BV, och man har en systerkanal i Blue Hustler som är inriktad på mjukporr.
2011 startades systerkanalen Hustler HD, som sänder i HD-format. Även den nya kanalen drivs av Sapphire Media.
Hustler TV sänds via Astra 1L och Thor-satelliterna.